# Torymus thalassinus
Torymus thalassinus is een vliesvleugelig insect uit de familie Torymidae. De wetenschappelijke naam is voor het eerst geldig gepubliceerd in 1908 door Crosby.